# 法尔日莱马孔
法尔日莱马孔（法語：Farges-lès-Mâcon，法語發音：[faʁʒ lɛ makɔ̃]）是法国索恩-卢瓦尔省的一个市镇，属于马孔区。

## 地名
“法尔日莱马孔”（Farges-lès-Mâcon）一名在法语中意为“马孔附近的法尔日”（介词“lès”意为“在……附近”；马孔为索恩-卢瓦尔省副省会），不过两地的直线距离超过20千米。

## 地理
法尔日莱马孔（46°30'43"N, 4°54'0"E）面积5.73 平方千米，位于法国勃艮第-弗朗什-孔泰大區索恩-卢瓦尔省，该省份为法国中部省份，北起顺时针与科多尔省、汝拉省、安省、罗讷省、卢瓦尔省、阿列省和涅夫勒省接壤。
与法尔日莱马孔接壤的市镇（或旧市镇、城区）包括：阿尔比尼、塞穆瓦耶、普洛特、于希济、勒维拉尔。
法尔日莱马孔的时区为UTC+01:00、UTC+02:00（夏令时）。

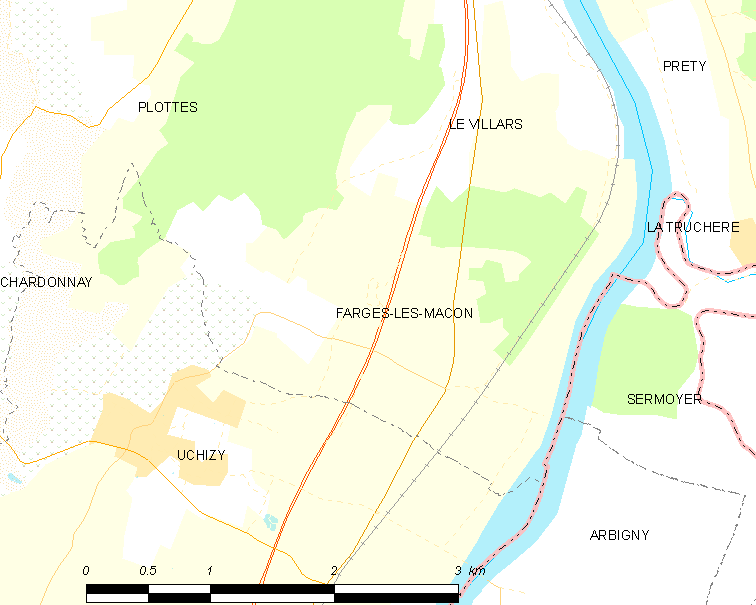
法尔日莱马孔的OSM定位图

## 行政
法尔日莱马孔的邮政编码为71700，INSEE市镇编码为71195。

## 政治
法尔日莱马孔所属的省级选区为图尔尼县。

## 人口

1962-2008年间法尔日莱马孔人口变化图示

法尔日莱马孔于2022年1月1日时的人口数量为223人。